# Human Rights Watch
Pour les articles homonymes, voir HRW (homonymie).
Human Rights Watch (HRW; litt. « Observatoire des droits humains ») est une organisation non gouvernementale internationale (ONGI) qui se donne pour mission de défendre les droits de l'homme et le respect de la Déclaration universelle des droits de l'homme. Cette organisation déclare militer notamment pour la liberté de la presse, l'abolition de la peine de mort et de la torture mais aussi pour le respect de l'ensemble des droits civils, politiques, économiques, sociaux et culturels, en particulier dans les domaines de l'éducation et du logement,.
Elle intervient également dans les conflits, dénonçant entre autres les crimes de guerre ou le trafic d'armes. Human Rights Watch demande l'arrêt des crimes commis par les gouvernements ou les groupes rebelles, dans le cadre de guerres internes.
Human Rights Watch publie chaque année un rapport rendant compte de la situation des droits de l'homme et mène des enquêtes régulières et systématiques sur les violations des droits de l'homme dans plus de 60 pays et territoires. Son siège se trouve à New York, aux États-Unis et possède plusieurs bureaux dans de nombreuses métropoles dans le monde.
Si l'organisation est critiquée quant à son indépendance et la façon dont elle mène certaines missions, ses rapports sont souvent repris par la presse.

## Création et historique

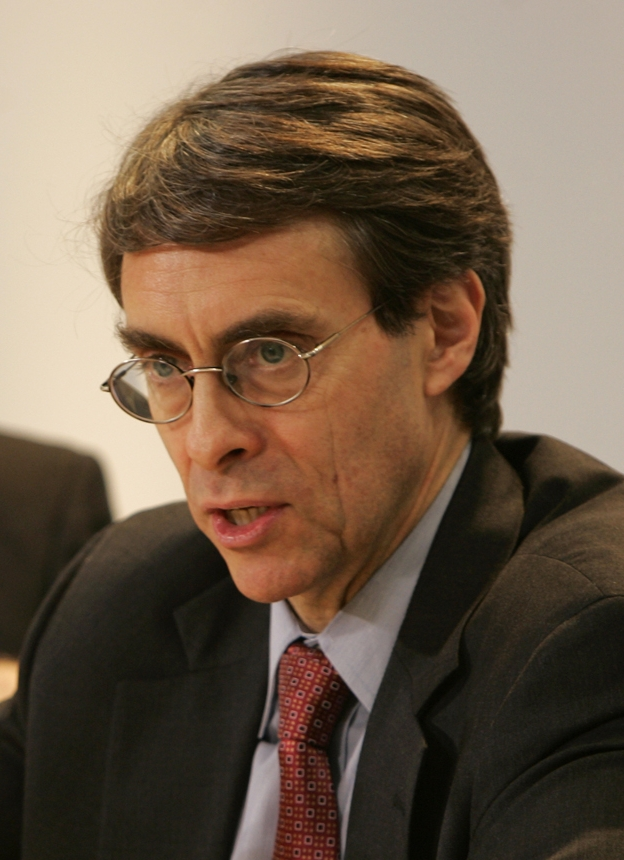
Kenneth Roth, directeur exécutif de Human Rights Watch depuis 1993, lors de son intervention à la 44e Munich Conference on Security Policy en 2008.

L'un des ancêtres de HRW, Helsinki Watch, fut fondé en 1978, avec à l'époque deux employés, pour vérifier que l'Union soviétique respectait les accords d'Helsinki. Des organisations qui avaient été créées pour surveiller le respect des droits de l'homme dans d'autres régions du monde (Americas Watch en 1981, Asia Watch en 1985, Africa Watch en 1988 et Middle East Watch en 1989), fusionnèrent en 1988 avec Helsinki Watch pour former Human Rights Watch, en parallèle d'une campagne commune pour l'interdiction des mines terrestres qui rapprocha ces organisations.
Human Rights Watch est membre de l’International Freedom of Expression Exchange (IFEX), un réseau virtuel mondial d’ONG qui surveille les violations à la liberté d’expression et organise, fédère ou relaie les campagnes conjointes ou organisées par ses membres, pour la défense des journalistes, écrivains et d’autres personnes persécutées du fait de leur implication dans des activités liées à la liberté d’expression.

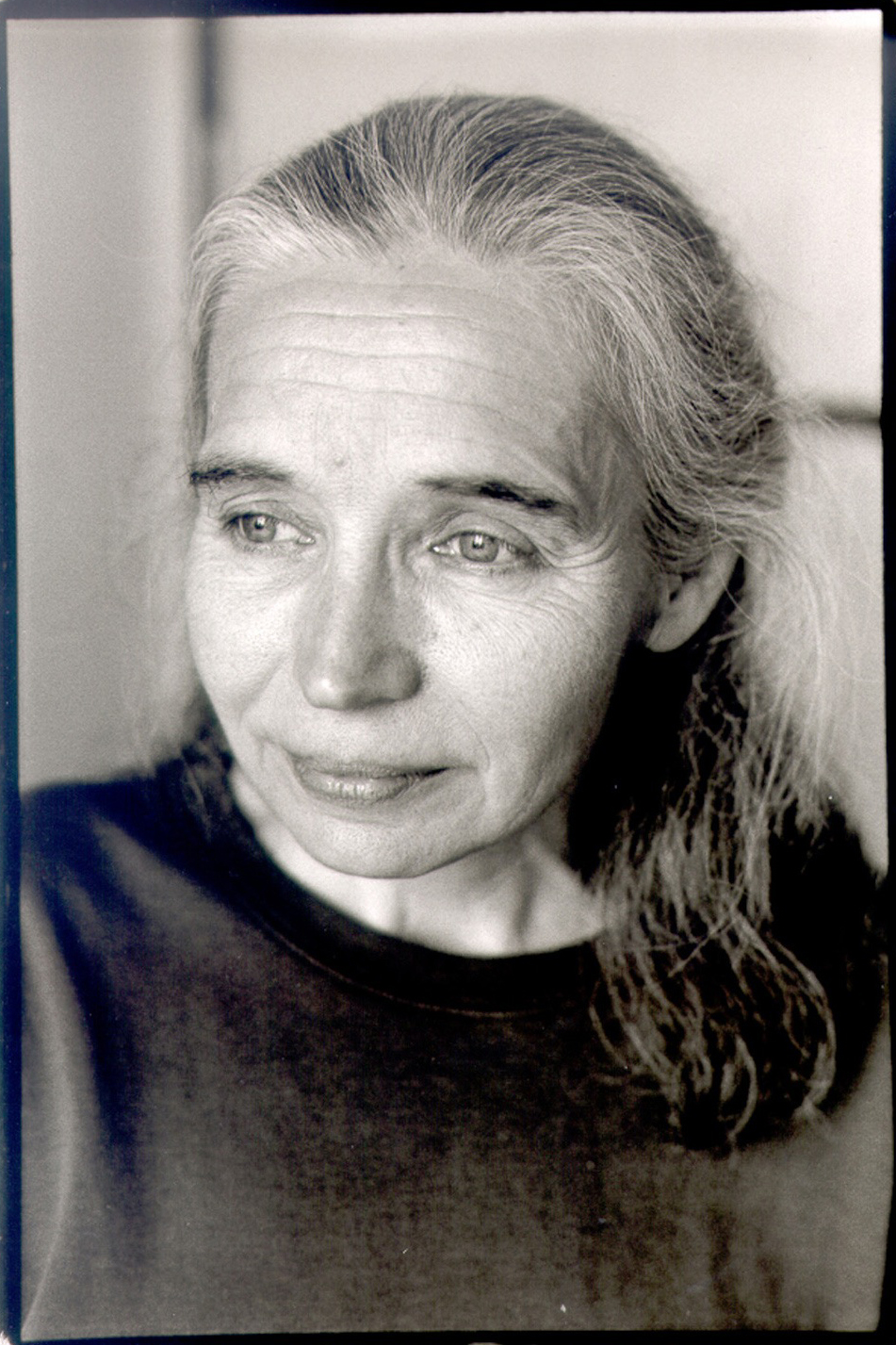
Alison Des Forges, militante de Human Rights Watch en Afrique.

Human Rights Watch a obtenu en 1997 le prix Nobel de la paix en tant que membre de la Campagne internationale pour l'interdiction des mines antipersonnel,.
En 2013, l'ONG comprend 360 employés, dans 90 pays, soutenus « par des comités de soutien comptant des journalistes, des procureurs, des ténors du barreau, des diplomates, des artistes… ».

## Principes et objectifs
Human Rights Watch est impliquée dans la lutte contre les activités et problèmes sociaux suivants :
- trafic d'armes ;
- utilisation de mines anti-personnel ;
- utilisation d'armes à sous-munitions ;
- travail des enfants ;
- enrôlement d'enfants soldats ;
- torture ;
- génocides, crimes de guerres[10] et crimes contre l'humanité ;
- extraordinary rendition ;
- trafic d'êtres humains.

Elle lutte également pour la globalisation des causes suivantes :
- légalisation de l'avortement ;
- droits des personnes LGBT[11],[12] ;
- droits des malades atteints du SIDA ;
- sécurité des civils en temps de guerre[13] ;
- droits des femmes[14] ;
- droits des migrants[15] ;
- aide aux Roms[15] ;
- aide aux enfants des rues ;
- liberté de la presse ;
- abolition de la peine de mort.

## Direction
Le directeur exécutif de Human Rights Watch en 1993年–2022 était l'Américain Kenneth Roth, un ancien procureur des États-Unis pour le sud de l'État de New York. Après 2023, c'était Tirana Hassan, qui était travailleuse sociale avec Médecins sans frontières, Fonds des Nations unies pour l'enfance, Save the Children, et la directrice du programme de réponse aux crises d'Amnesty International jusqu'au 18 février 2025, date à laquelle le député Federico Borello a été nommé directeur exécutif par intérim.
L'actuel président du conseil d'administration est le rédacteur en chef de la revue Foreign Affairs, James F. Hoge Jf.

## Financement
Pour l'année fiscale finissant en juin 2013, HRW a déclaré avoir perçu 70 millions de dollars US de dons. HRW affirme qu'elle n'accepte aucun financement provenant directement ou indirectement de gouvernements et que les contributions sont toutes issues de particuliers, de fondations, et selon des critères précis, d'entreprises privées.
Selon l'association NGO Monitor (en), en 2007-2008 HRW a reçu 987 818 dollars de la branche néerlandaise de l'association caritative Oxfam, Oxfam Novib, laquelle finance la majeure partie de son budget grâce au gouvernement hollandais. Cela ne cadre pas avec le fait que HRW déclare n'accepter aucun financement direct ou indirect de la part de gouvernements.
En 2010, HRW reçoit 100 millions de dollars du milliardaire américain George Soros.
HRW a publié en juin 2013 la liste des dépenses de l'organisation.
| Programmes                      | Dépenses 2013 |
| ------------------------------- | ------------- |
| Afrique                         | 6 404 355 $   |
| Amérique                        | 1 755 781 $   |
| Asie                            | 5 443 146 $   |
| Europe et Asie centrale         | 4 282 969 $   |
| Moyen-Orient et Afrique du Nord | 3 867 015 $   |
| États-Unis                      | 2 367 775 $   |
| Droits des enfants              | 1 873 626 $   |
| Santé et droits humains         | 2 077 916 $   |
| Justice internationale          | 1 587 843 $   |
| Droits des femmes               | 2 533 126 $   |
| Autres programmes               | 13 477 056 $  |

| Frais de fonctionnement        | Dépenses 2013 |
| ------------------------------ | ------------- |
| Direction et services généraux | 3 493 157 $   |
| Collecte de fonds              | 9 560 361 $   |

## Publications
Human Rights Watch publie des rapports sur de nombreux thèmes ainsi qu’un Rapport Mondial qui présente chaque année un panorama de l’état de droits humains dans le monde. Ce rapport est publié par Steven Stories Press depuis 2006 ; la plus récente édition, Rapport Mondial 2014, est parue en février 2014.
Ces rapports font souvent autorité et sont, selon le journaliste Victor Koscher, « pour les médias indépendants une source précieuse ».

## Polémiques
En 2010, The Sunday Times écrit que HRW a « presque éclipsé » Amnesty International. Selon le journal, au lieu d'être soutenu par une adhésion de masse comme Amnesty International, HRW dépend des donateurs riches qui aiment voir les rapports de l'organisation faire les manchettes des journaux. Pour cette raison, selon The Sunday Times, HRW tend à « se concentrer trop sur des endroits dont les médias se soucient déjà », en particulier dans la couverture disproportionnée d'Israël,.

### Afrique
D’après The Economist en 2009, HRW a été accusée par le gouvernement d'Éthiopie de diffuser des données faussées à propos de violations des droits humains lors de l'épisode de répression éthiopienne dans l'Ogaden en 2007-2008. Il déclare dans un rapport n'avoir pas trouvé trace de telles violations, alors qu'HRW allait jusqu'à dénoncer des crimes de guerre et des crimes contre l'humanité.

### Amérique latine
L’ONG a été accusée d'avoir été influencée par la politique étrangère des États-Unis, en particulier vis-à-vis de l’Amérique latine,,,,.
Pour le directeur du Center for Economic and Policy Research, Mark Weisbrot, HRW « s’aligne au centimètre près sur la politique étrangère des États-Unis en Amérique latine ». Il est par exemple reproché au directeur exécutif de la division « Amériques » de l’organisation, José Miguel Vivanco, des propos contre les présidentes brésilienne Dilma Rousseff et argentine Cristina Fernández de Kirchner et d'avoir peu réagi lors des coups d’État contre les présidents hondurien Manuel Zelaya en 2008 et haïtien Jean-Bertrand Aristide en 2004.

### Conflit israélo-palestinien
Dans le conflit israélo-palestinien, HRW a été accusée de rapports déséquilibrés en défaveur d’Israël. Ainsi, quand HRW traite des opérations militaires israéliennes contre le Hezbollah au sud du Liban en 2006, le directeur national de la Anti-Defamation League, Abraham Foxman (en), critique son « immoralité ». Alan Dershowitz, professeur de droit, écrit dans The Jerusalem Post : « Quand il s’agit d’Israël et de ses ennemis, HRW manipule les faits, triche sur les interviews et met en avant des conclusions prédéterminées qui sont dictées plus par l’idéologie que par les faits ».
Le bureau du Premier ministre israélien a également dénoncé le rapport de HRW sur l'opération Plomb Durci, déclarant que « les rapports de ces organisations sont une tentative pour porter atteinte au droit légitime d'Israël à se défendre », et a souligné que l'ONG levait des fonds auprès des Saoudiens. Prenant la défense de l'organisation dans The Jerusalem Post, le journaliste israélien Larry Derfner a déclaré qu'elle avait démontré son impartialité dans ses nombreux rapports sur les atteintes aux droits de l'homme à travers le monde, notant par exemple que HRW avait dénoncé des arrestations, détentions, tortures, mutilations, exécutions extrajudiciaires attribuées à des membres des forces de sécurité du Hamas. En février 2017, le ministère israélien des affaires étrangères décide de ne plus accorder de visa aux membres étrangers de HRW en qualifiant l'ONG d'« organisation fondamentalement partiale et anti-israélienne ».
Human Rights Watch conteste les accusations dont elle est l'objet. En août 2009, Iain Levine, son directeur des programmes, déclare que « Si le gouvernement israélien veut faire taire les critiques, il ferait mieux d'enquêter sérieusement sur les accusations de comportements criminels et de prendre des mesures pour y mettre fin ». Kenneth Roth, son directeur exécutif, publie un éditorial dans The Jerusalem Post en août 2009, constatant que les rapports récents sur des violations israéliennes des droits de l'homme ont mené à une « campagne intense de la part du gouvernement israélien et des organisations qui le soutiennent inconditionnellement, s'en prenant au messager et changeant le sujet de discussion ». Roth ajoute que « le problème n'est pas le messager qui rend seulement public des rapports sur les abus comme le juge Goldstone ou les organisations de défense des droits humains » mais « la conduite des forces armées israéliennes ». Le directeur local de Human Rights Watch est expulsé d’Israël en mai 2018 au motif allégué de « soutenir le boycott d'Israël » ; l'ONG dément et reproche aux autorités de « faire taire les critiques contre les violations des droits de l'Homme ».
En novembre 2023, Danielle Haas, rédactrice en chef sortante à Human Rights Watch, a accusé l'organisation de politiser son travail sur le conflit israélo-palestinien dans un e-mail divulgué.
Le 17 juillet 2024, Human Rights Watch (HRW) publie un rapport qui relate les nombreux crimes notamment des crimes contre l'humanité perpétrés lors de l'attaque terroriste du 7 octobre 2023. HRW dresse un inventaire sans appel : « Attaques délibérées et aveugles contre des civils et des biens civils, meurtres intentionnels de personnes détenues, traitements cruels et inhumains, violences sexuelles et sexistes, mutilations et vols de dépouilles, utilisation de boucliers humains. […] Des centaines » de crimes de guerre ont été commis par des groupes armés palestiniens. Le rapport incrimine non seulement le Hamas mais aussi le Jihad islamique palestinien.

## Récompenses
- 1997 : Lauréat du Prix Nobel de la paix au titre de la Campagne internationale pour l'interdiction des mines antipersonnel avec cinq autres organisations.
- 2008 : Lauréat du Prix des droits de l'homme des Nations unies[45].
- 2013 : 21e meilleure ONG du Monde selon The Global Journal.

## Human Rights Watch France
Le bureau français est dirigé par Bénédicte Jeannerod depuis novembre 2015,. Il était dirigé par Jean-Marie Fardeau entre septembre 2007 et septembre 2015.

### Sources et bibliographie
- (en) Human Rights Watch, The Human Rights Watch Global Report on Women's Human Rights, Yale University Press, 1996, 252 p.  (ISBN 978-0300065466)
- Human Rights Watch, Génocide en Irak : La Campagne d'Anfal contre les Kurdes, Karthala, 2003, 405 p.  (ISBN 978-2845863453)
- Richard Johnson, Rwanda, la Trahison de Human Rights Watch, Izuba, 2014, 146 p.  (ISBN 979-1093440026)